# NGC 5275
NGC 5275 (również PGC 48544) – galaktyka soczewkowata (S0), znajdująca się w gwiazdozbiorze Psów Gończych. Odkrył ją Édouard Jean-Marie Stephan 25 maja 1881 roku.